# 52 км (зупинний пункт, Південна залізниця)
52 кіломе́тр — пасажирський залізничний зупинний пункт Сумської дирекції Південної залізниці на лінії Білопілля — Баси.
Розташований у Ковпаківському районі Сум Сумської області (мікрорайони Курський та Добровільна) між станціями Торопилівка (7 км) та Суми (3 км).
На платформі зупиняються приміські поїзди.